# Centromerus obscurus
Centromerus obscurus là một loài nhện trong họ Linyphiidae.
Loài này thuộc chi Centromerus. Centromerus obscurus được Friedrich Wilhelm Bösenberg miêu tả năm 1902.